# Diócesis de San Francisco de Asís de Jutiapa
La diócesis de San Francisco de Asís de Jutiapa (en latín: Dioecesis Sancti Francisci Assisiensis de Iutiapa) es una circunscripción eclesiástica de la Iglesia católica en Guatemala. Se trata de una diócesis latina, sufragánea de la arquidiócesis de Guatemala. Desde el 25 de enero de 2016 su obispo es Antonio Calderón Cruz.

## Territorio y organización
La diócesis tiene 3219 km² y extiende su jurisdicción sobre los fieles católicos de rito latino residentes en el departamento de Jutiapa. 
La sede de la diócesis se encuentra en la ciudad de Jutiapa, en donde se halla la Catedral de San Cristóbal.
En 2020 en la diócesis existían 16 parroquias.

## Historia
La diócesis fue erigida por el papa Francisco el 25 de enero de 2016 con la bula Ab Domino ipso, obteniendo el territorio de la diócesis de Jalapa.

## Estadísticas
Según el Anuario Pontificio 2021 la diócesis tenía a fines de 2020 un total de 398 290 fieles bautizados.
| Año                                                                             | Población            | Población | Población      | Sacerdotes | Sacerdotes    | Sacerdotes    | Bautizados por sacerdote | Diáconos permanentes | Religiosos | Religiosos | Parroquias |
| Año                                                                             | Bautizados católicos | Total     | % de católicos | Total      | Clero secular | Clero regular | Bautizados por sacerdote | Diáconos permanentes | Varones    | Mujeres    | Parroquias |
| ------------------------------------------------------------------------------- | -------------------- | --------- | -------------- | ---------- | ------------- | ------------- | ------------------------ | -------------------- | ---------- | ---------- | ---------- |
| 2016                                                                            | 389 573              | 458 321   | 85.0           | 24         | 14            | 10            | 16 232                   |                      | 12         | 80         | 15         |
| 2017                                                                            | 389 573              | 458 321   | 85.0           | 26         | 16            | 10            | 14 983                   |                      | 13         | 54         | 16         |
| 2020                                                                            | 398 290              | 490 740   | 81.2           | 27         | 17            | 10            | 14 751                   |                      | 12         | 52         | 16         |
| Fuente: Catholic-Hierarchy, que a su vez toma los datos del Anuario Pontificio. |                      |           |                |            |               |               |                          |                      |            |            |            |

## Episcopologio
- Antonio Calderón Cruz, desde el 25 de enero de 2016